# A Little Romance
A Little Romance é uma coprodução cinematográfica franco/norte-americana de 1979, do gênero comédia, dirigida por George Roy Hill e estrelada por Laurence Olivier e Diane Lane.
O filme marca a estréia de Diane Lane no cinema, aos 13 anos de idade. O papel da pequena americana vivendo em Paris rendeu uma capa da revista Time, onde é saudada como jovem estrela em desenvolvimento.
Alguns dos melhores momentos da história mostram Broderick Crawford, em uma ponta, inconscientemente interpretando a si mesmo durante uma festa.

## Sinopse
Lauren, de treze anos, vive em Paris com o padrasto e homem de negócios Richard King, e com a mãe, a promíscua Kay. Kay está apaixonada pelo diretor George de Marco e é no set do mais recente filme de George que Lauren conhece o francesinho Daniel. Malandro das ruas e cinemaníaco, Daniel, que também está com treze anos, sente-se instantaneamente atraído por Kay. Com a ajuda do velhote Julius Edmond Santorin, o casalzinho alimenta seu romance na famosa Ponte dos Suspiros, em Veneza. O desaparecimento dos dois provoca preocupações mundo afora, mas tudo termina bem.

## Principais premiações
| Patrocinador                                            | Prêmio       | Categoria                                                                         | Situação          |
| ------------------------------------------------------- | ------------ | --------------------------------------------------------------------------------- | ----------------- |
| Academia de Artes e Ciências Cinematográficas           | Oscar        | Melhor Roteiro Adaptado Melhor Trilha Sonora Original                             | Indicado Vencedor |
| Associação de Correspondentes Estrangeiros de Hollywood | Golden Globe | Melhor Ator Coadjuvante - Cinema (Laurence Olivier) Melhor Trilha Sonora Original | Indicado          |
| Sindicato dos Roteiristas Norte-Americanos              | WGA          | Melhor Roteiro Adaptado - Comédia                                                 | Indicado          |

## Elenco
| Ator/Atriz           | Personagem             |
| -------------------- | ---------------------- |
| Laurence Olivier     | Julius Edmond Santorin |
| Diane Lane           | Lauren                 |
| Thelonious Bernard   | Daniel Michon          |
| Arthur Hill          | Richard King           |
| Sally Kellerman      | Kay King               |
| Broderick Crawford   | Broderick Crawford     |
| David Dukes          | George de Marco        |
| Andrew Duncan        | Bob Duryea             |
| Claudette Sutherland | Janet Duryea           |
| Graham Fletcher-Cook | Londet                 |
| Ashby Semple         | Natalie Woodstein      |
| Claude Brosset       | Michel Michon          |
| Jacques Maury        | Inspetor Leclerc       |
| Anna Massey          | Senhora Siegel         |
| Peter Maloney        | Martin                 |